# Perlinella
Perlinella is een geslacht van steenvliegen uit de familie borstelsteenvliegen (Perlidae). De wetenschappelijke naam van het geslacht is voor het eerst geldig gepubliceerd in 1900 door Banks.

## Soorten
Perlinella omvat de volgende soorten:
- Perlinella drymo (Newman, 1839)
- Perlinella ephyre (Newman, 1839)
- Perlinella zwicki Kondratieff, Kirchner & Stewart, 1988